# رحمة مذهلة (رواية)
رحمة مذهلة هي إحدى روايات الروائية الأمريكية دانيال ستيل (بالإنجليزية: Amazing Grace)‏ وهي من الروايات الرومانسية.

## نبذة قصيرة
تدور أحداث الرواية عن أربعة ناجين من زلزال قوي في سان فرانسيسكو جمعتهم حفلة خيرية في ليلة حدوث الزلزال وكيف تغيرت حياتهم كلياً بعد حدوث الزلزال.